# 圣多明我堂 (巴勒莫)

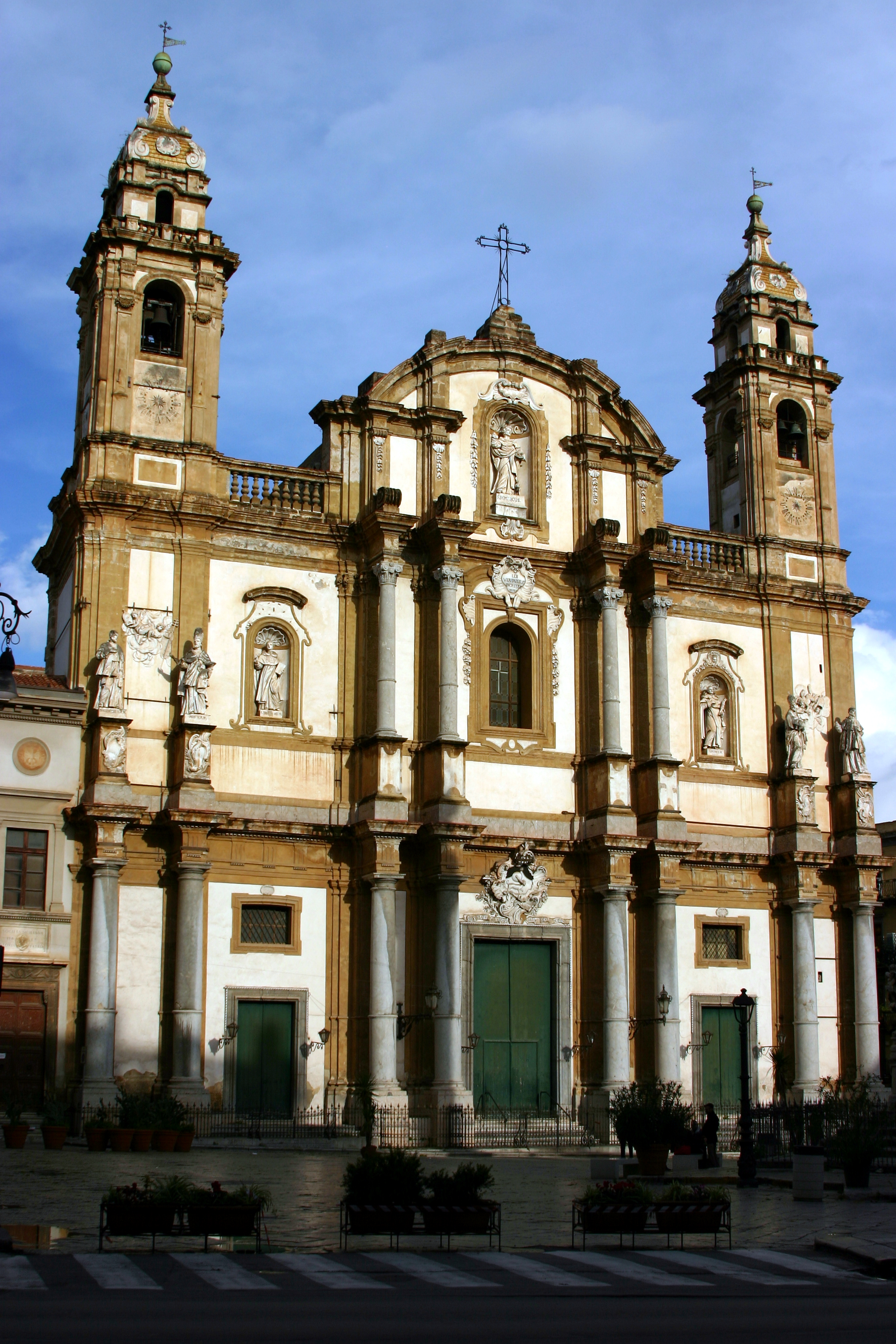
立面

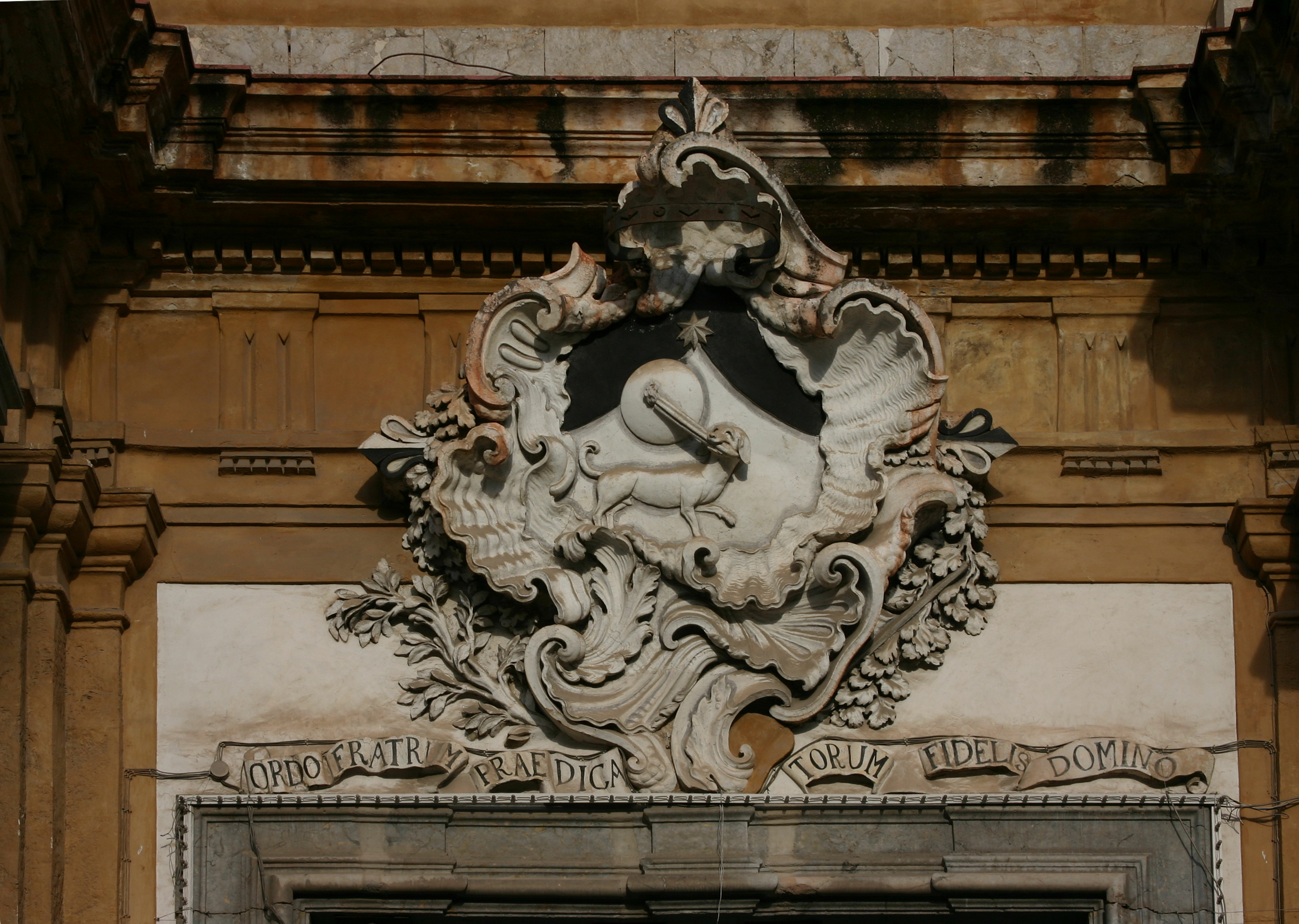
多明我会会徽

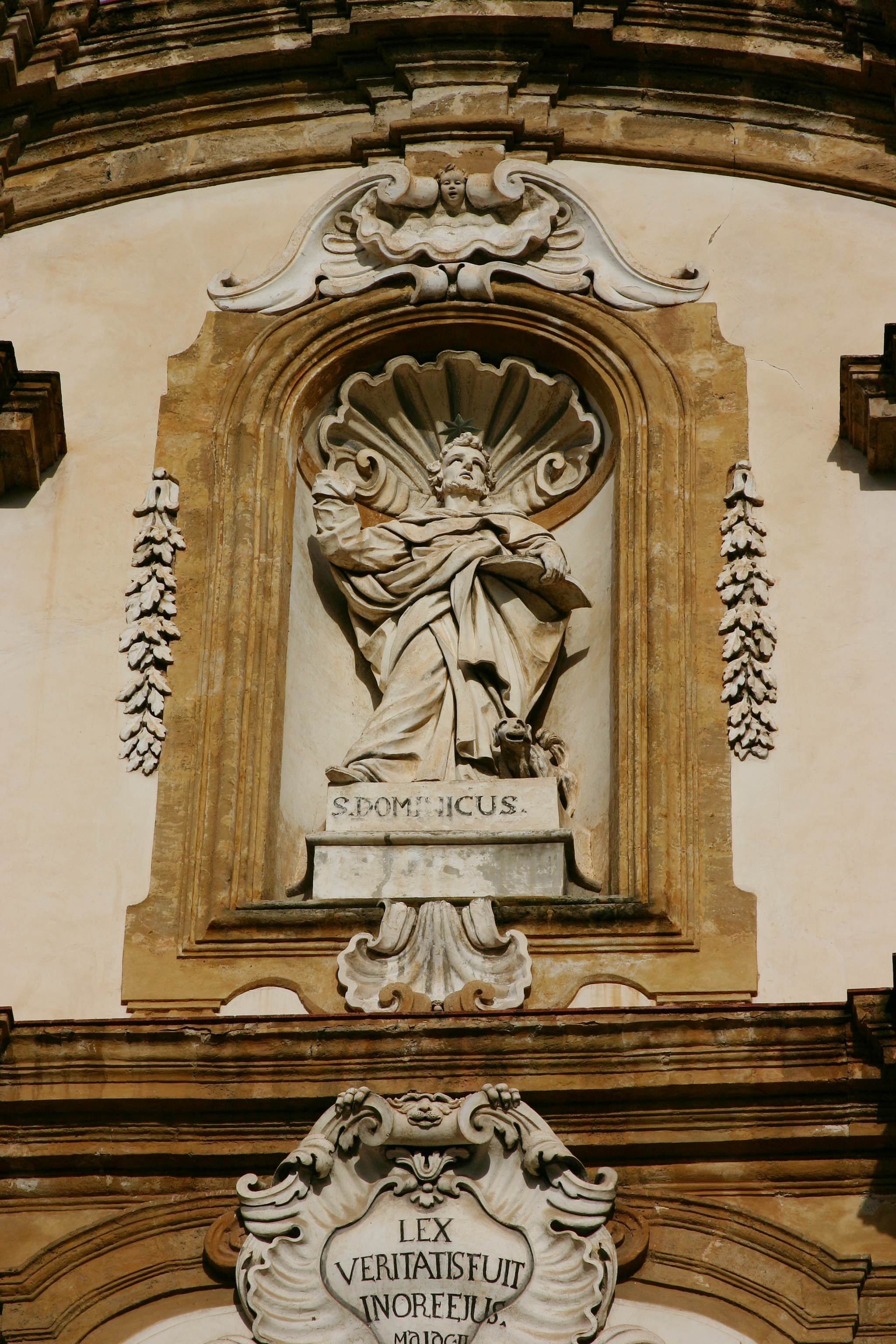
圣多明我雕像

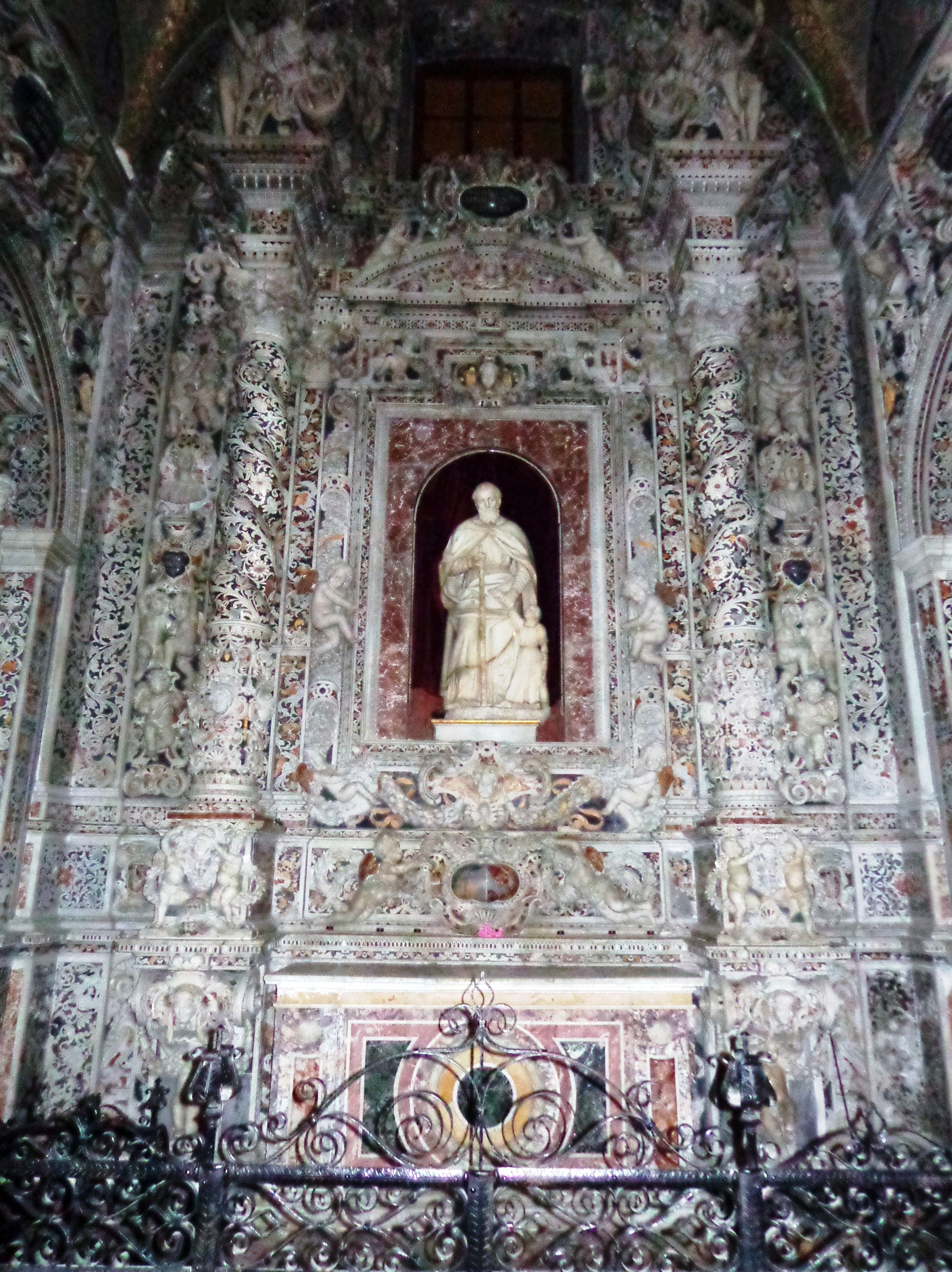
圣若瑟小堂

圣多明我堂（意大利语：Chiesa di San Domenico）是一座罗马天主教教堂，位于意大利南部西西里大区首府巴勒莫历史中心，洛吉亚区（Loggia）的圣多明我广场。该堂拥有西西里许多历史和文化人物的墓葬。因此，它被称为“西西里名人的先贤祠”。

## 历史
该建筑的起源可追溯到中世纪。第一个多明我会教堂建于1280年至1285年。该堂为诺曼–哥特式风格，附属的修道院可说是著名的蒙雷阿莱本笃会修道院的缩小和简化版本。

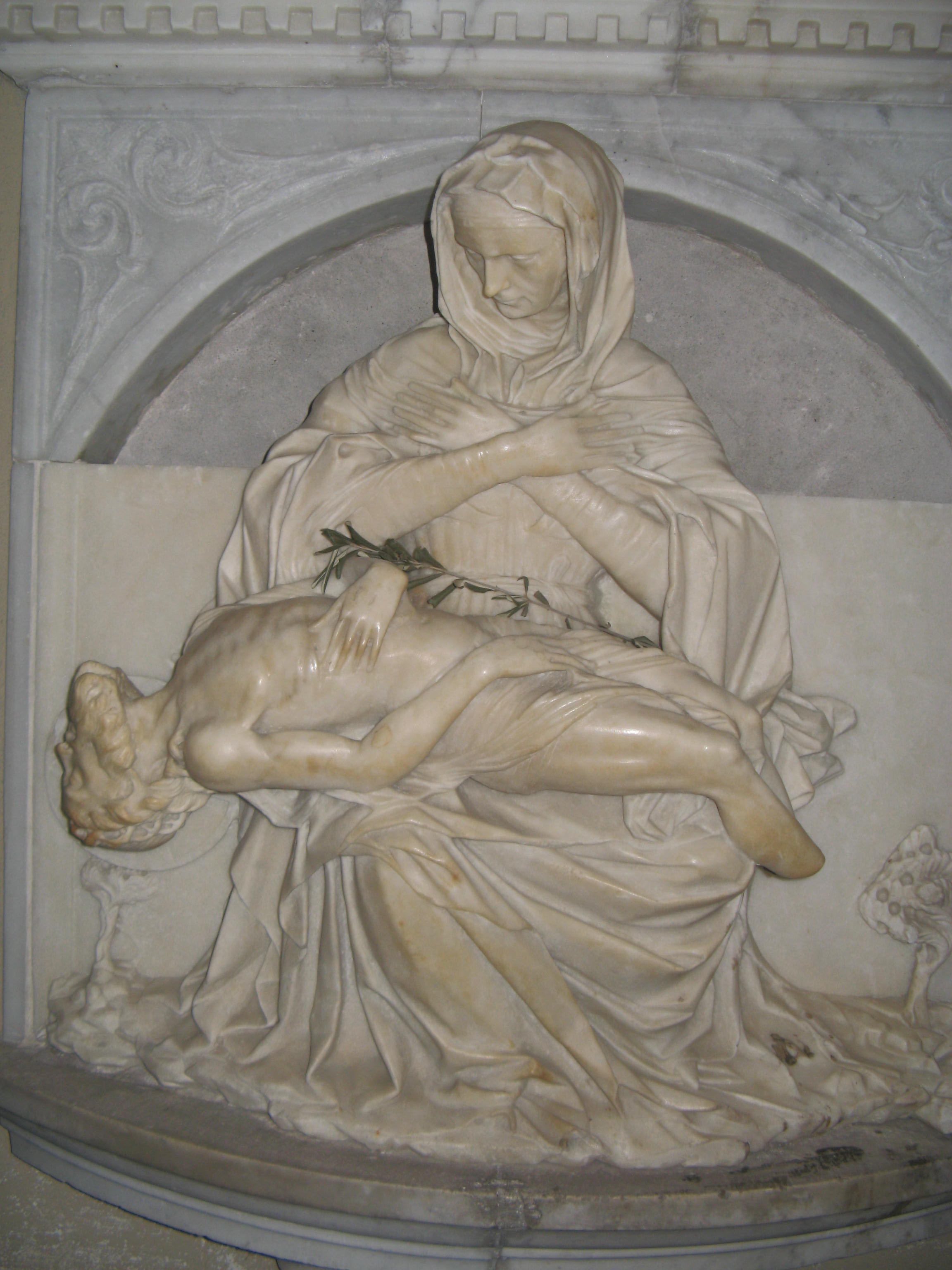

到15世纪初，由于教友的增加，中世纪教堂已显得太小。因此，修士们寻求教宗玛尔定五世和和巴勒莫富有家族的经济援助。新建的教堂是文艺复兴风格。但是， 随着时间流逝，建筑还是显得太小，不能满足修士和教友的需求。因此，在1630年，巴勒莫的多明我会委托建筑师安德烈亚·西林乔内建造一座新教堂。十年后，1640年2月2日，举行了奠基仪式。这项工程历时几十年。巴洛克立面于1726年完工，而左侧钟楼的历史可追溯至1770年。
1848年西西里革命期间，鲁格罗·塞蒂莫领导下的西西里议会在该堂召开。1853年，该堂成为西西里名人的先贤祠。

## 修道院
修道院始建于1300年，位于教堂的北边，可以从教堂的北走道进入。墙上有描绘多明我会圣人、《启示录》场景和《最后的审判》的壁画，以及卡卡莫的尼古拉·斯帕莱塔的作品。内部设有食堂和大型图书馆。

## 墓葬
- 埃默里科· 阿马里
- 米凯莱·阿马里
- 斯坦尼斯劳·坎尼扎罗
- 弗朗切斯科 · 克里斯皮
- 乔瓦尼·法尔科内（自2015年以来）
- 弗朗切斯科·费拉拉
- 弗朗切斯科·玛丽亚·伊曼纽尔·盖塔尼
- 乔瓦尼·梅利
- 彼得罗·诺维利
- 朱塞佩·帕塔尼亚
- 埃里科·彼得雷拉
- 朱塞佩·皮特
- 文森佐·里奥洛
- 鲁格罗·塞蒂莫